# Lipniak (województwo mazowieckie)
Lipniak – wieś w Polsce położona w województwie mazowieckim, w powiecie siedleckim, w gminie Wiśniew. Ma status sołectwa.
Miejscowość podlega rzymskokatolickiej parafii św. Józefa Robotnika w Wołyńcach
W latach 1975–1998 miejscowość administracyjnie należała do województwa siedleckiego.
W odległości 1 km od Lipniaka przebiega droga powiatowa Siedlce – Domanice. We wsi znajduje się leśniczówka.